# Comuna Măeriște, Sălaj
Măeriște este o comună în județul Sălaj, Transilvania, România, formată din satele Criștelec, Doh, Giurtelecu Șimleului, Măeriște (reședința), Mălădia și Uileacu Șimleului.

## Demografie
Componența etnică a comunei Măeriște
     Români (79,86%)
     Maghiari (8,36%)
     Romi (2,39%)
     Alte etnii (9,4%)
Componența confesională a comunei Măeriște
     Ortodocși (78,93%)
     Reformați (8,21%)
     Adventiști (1,86%)
     Alte religii (1,64%)
     Necunoscută (9,36%)
Conform recensământului efectuat în 2021, populația comunei Măeriște se ridică la 2.681 de locuitori, în scădere față de recensământul anterior din 2011, când fuseseră înregistrați 3.081 de locuitori. Majoritatea locuitorilor sunt români (79,86%), cu minorități de maghiari (8,36%) și romi (2,39%). Din punct de vedere confesional, majoritatea locuitorilor sunt ortodocși (78,93%), cu minorități de reformați (8,21%) și adventiști (1,86%), iar pentru 9,36% nu se cunoaște apartenența confesională.

## Politică și administrație
Comuna Măeriște este administrată de un primar și un consiliu local compus din 11 consilieri. Primarul, Vasile Lazar[*], de la Partidul Național Liberal, este în funcție din 2004. Începând cu alegerile locale din 2024, consiliul local are următoarea componență pe partide politice:
|  | Partid                                 | Consilieri | Componența Consiliului | Componența Consiliului | Componența Consiliului | Componența Consiliului | Componența Consiliului | Componența Consiliului |
|  | -------------------------------------- | ---------- | ---------------------- | ---------------------- | ---------------------- | ---------------------- | ---------------------- | ---------------------- |
|  | Partidul Național Liberal              | 6          |                        |                        |                        |                        |                        |                        |
|  | Partidul Social Democrat               | 3          |                        |                        |                        |                        |                        |                        |
|  | Alianța pentru Unirea Românilor        | 1          |                        |                        |                        |                        |                        |                        |
|  | Uniunea Democrată Maghiară din România | 1          |                        |                        |                        |                        |                        |                        |

## Atracții turistice
- Biserica reformată din satul Uileacu Șimleului, construcție secolul al XIV-lea
- Situl arheologic de la Giurtelecu Șimleului
- Coasta lui Damian
- Situl arheologic de la Doh

## Personalități născute aici
- Ioan Taloș, preot, activist politic.